# Hacı Pascià
Hacı Pascià (fl. XIV secolo) è stato un politico ottomano. Fu gran visir dell'Impero Ottomano durante il periodo 1348-1349. Non si conoscono molti altri dettagli sulla sua vita.